# Royal Albert (DLR)
Royal Albert (en anglais : Royal Albert DLR station), est une station de la ligne de métro léger automatique Docklands Light Railway (DLR), en zone 3 Travelcard. Elle  est située sur la Dockside Road, à Beckton dans le borough londonien de Newham sur le territoire du Grand Londres.

## Situation sur le réseau

Plan de la ligne du métro léger DLR.

Située en aérien, Royal Albert est une station, de la branche est Canning Town - Beckton, de la ligne de métro léger Docklands Light Railway, elle est établie entre les stations : Beckton Park, en direction de Beckton, et Prince Regent, en direction de Canning Town,. Elle est en zone 3 Travelcard.
Station de passage, elle dispose des deux voies, numérotées 1 et 2, de la ligne encadrées par deux quais latéraux.

## Histoire
La station de passage Royal Albert est mise en service le 28 mars 1994, lors de l'ouverture de la prolongation de Poplar à Beckton, dite branche est Canning Town - Beckton du Docklands Light Railway (DLR).
En 2016, la fréquentation de la station est de 1,655 millions d'utilisateurs.

## Services aux voyageurs

### Accès et accueil
L'entrée de la station est accessible par la Dockside Road. Elle est accessible aux personnes à la mobilité réduite.

### Desserte
La station Royal Albert DLR est desservie par les rames des relations : Stratford International - Beckton et Tower Gateway - Beckton,.

Installations et desserte
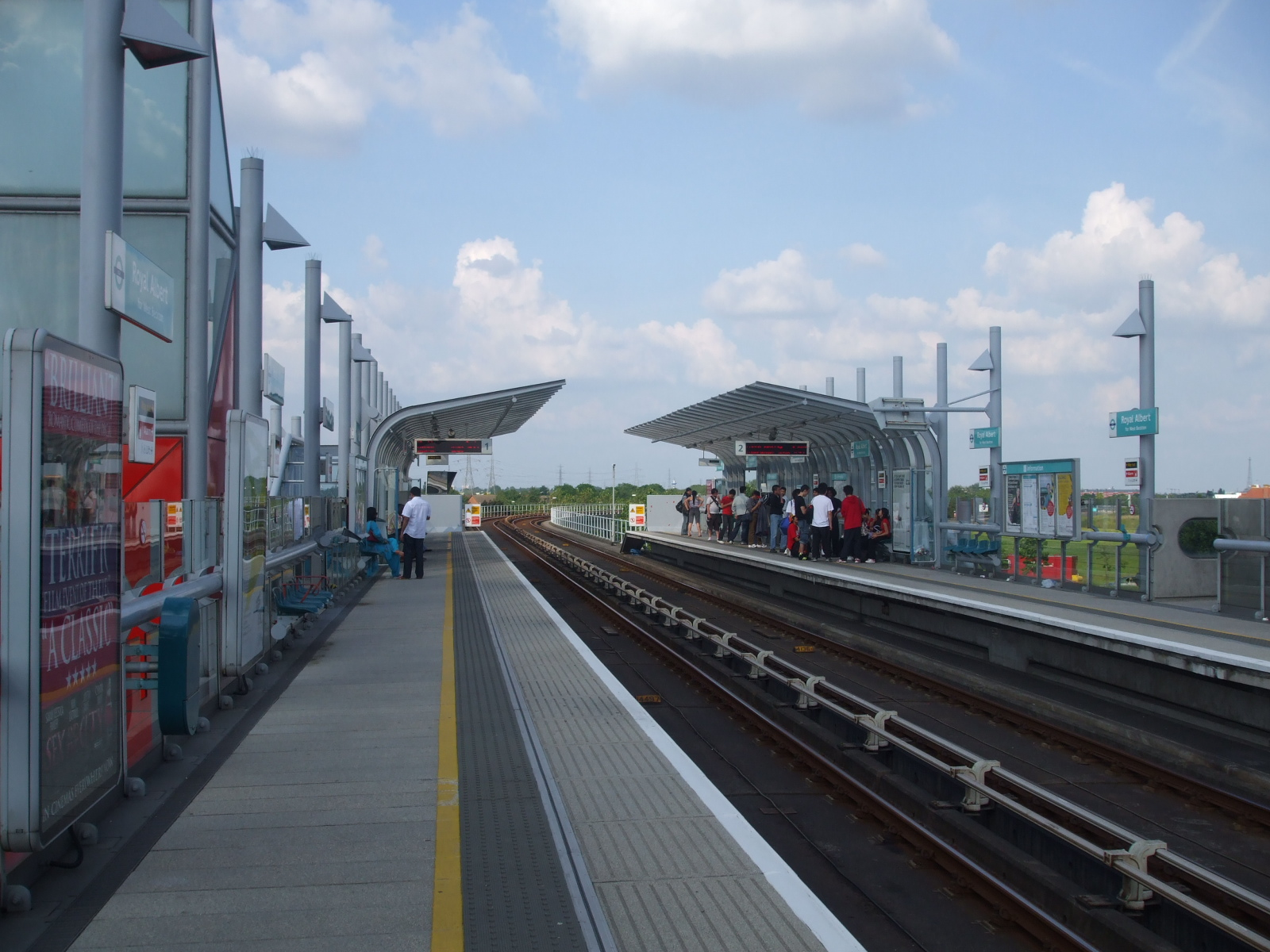
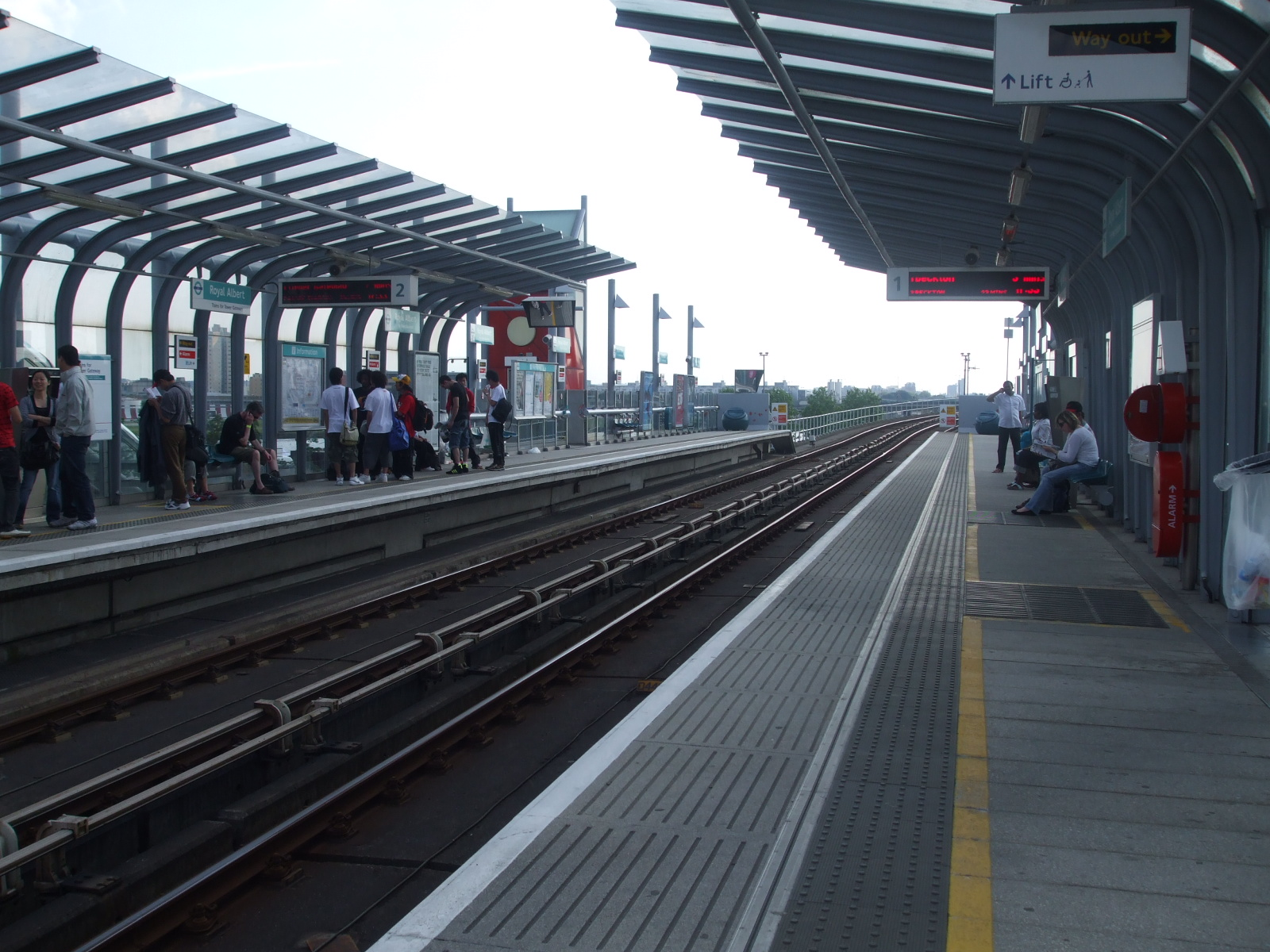
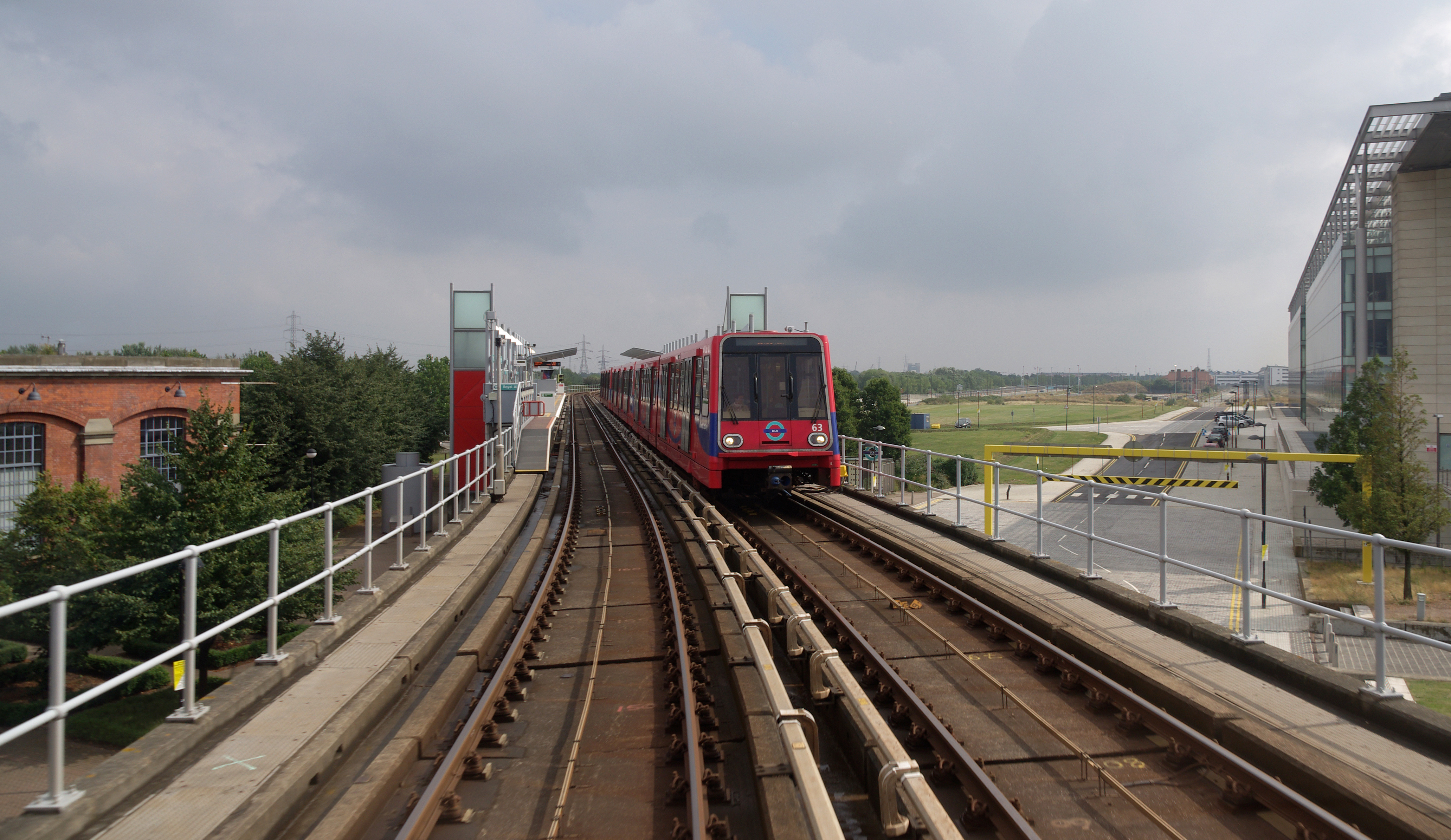

### Intermodalité
Il n'y a pas d'autres moyens de transports collectifs en relation avec la station.

## À proximité
- Beckton
- London Regatta Centre (en)
- Newham London Borough Council (en)
- Royal Docks Business Park
- Royal Albert Dock (n'est pas accessible à pied)